# Casio Prizm
La calculatrice Casio Prizm (Casio FX-CG10 et FX-CG20) est la première calculatrice graphique avec écran LCD couleurs (65 536 couleurs) lancée par Casio en mars 2011.
Son look s'approche d'un téléphone portable.

## Fonctionnalités
La Casio Prizm est une calculatrice graphique programmable mais sans moteur de calcul formel (par défaut, aucune possibilité de calcul de dérivées, primitives, ... mais le moteur de calcul formel Eigenmath a été porté en add-in).
Elle possède cependant de beaux outils comme la possibilité de contenir et d'afficher des images .JPG grâce à la fonction « Picture Plot ».
On peut également lui envoyer du texte au format .txt.
La Casio Prizm se connecte à l'ordinateur et permet d'échanger des fichiers sans aucun logiciel. Elle est en fait détectée comme une clé USB.
Fonctions mathématiques : Ref (diagonalisation de matrices), eActivity (fiches de travail électronique), nouvelle méthode de calcul des quartiles, fonctions polynomiales (Mode EQUA), dérivation/intégration, résolution systèmes d'équations, calcul sur les suites, statistiques à 1 ou 2 variables, intervalles, régression, probabilités, combinaisons, calcul sur les listes, matriciels programmables, nombres complexes... ; fonction Picture Graph, solveur numérique et graphique, tracé dynamique de courbes, zoom et tracé...

## Spécifications
La différence entre la FX-CG10 et FX-CG20 s'établit en relation avec le marché américain. La FX-CG10 est destinée aux USA et est bridée en matière d'acceptation des images. Cela permet qu'elle soit compatible avec les examens américains. La FX-CG20, distribuée notamment en France, accepte, quant à elle, toutes les images.